# Мерентиель, Мигель
Мигель Анхель Мерентиель Серрано (исп. Miguel Ángel Merentiel Serrano; род. 24 февраля 1996, Пайсанду) — уругвайский футболист, нападающий клуба «Бока Хуниорс».

## Клубная карьера
Мерентиель — воспитанник клуба «Пеньяроль». В 2017 он был включён в заявку команды на сезон и сразу же был отдан в аренду в «Эль Танке Сислей». 19 февраля в матче против «Серро» он дебютировал в уругвайской Примере. 26 февраля в поединке против столичного «Ливерпуля» Мигель забил свой первый гол за «Эль Таке Сислей». Летом того же года Мерентиель был арендован испанской «Лоркой». 26 августа в матче против «Уэски» он дебютировал в Сегунде. 30 сентября в поединке против «Кадиса» Мигель забил свой первый гол за «Лорку». В 2018 году он на правах аренды играл за дублёров «Валенсии».
В начале 2019 года Мерентиель перешёл в аргентинский «Годой-Крус». 10 февраля в матче против «Сан-Мартин Тукуман» он дебютировал в аргентинской Примере. В этом же поединке Мигель забил свой первый гол за «Годой-Крус».
В 2020 году Мерентиель был арендован «Дефенса и Хустисия». 1 ноября в матче против «Колона» он дебютировал за новую команду. 29 ноября в поединке против «Сентраль Кордова» Мигель забил свой первый гол за «Дефенса и Хустисия». По окончании аренды клуб выкупил трансфер игрока. В 2020 году игрок помог клубу выиграть Южноамериканский кубок. 7 апреля 2022 года в поединке Южноамериканского кубка против чилийского «Депортес Антофагаста» он забил гол.
В 2022 году Мерентиель перешёл в бразильский «Палмейрас». 22 июля в матче против «Америки Минейро» он дебютировал в бразильской Серии A. 4 сентября в поединке против «Ред Булл Брагантино» Мигель забил свой первый гол за «Палмейрас». В своём дебютном сезоне он помог клубу выиграть чемпионат.
В 2023 году Мерентиель перешёл в «Бока Хуниорс» на правах аренды. 5 февраля в матче против «Сентраль Кордова» он дебютировал за новый клуб. 19 февраля в поединке против «Платенсе» Мигель забил свой первый гол за «Бока Хуниорс». По окончании аренды клуб выкупил трансфер игрока. 10 августа в матче Кубка Либертадорес против «Насьоналя» он забил гол. 26 апреля 2024 года в поединке Южноамериканского кубка против «Форталезы» Мигель забил гол.

## Достижения
Клубные
 «Дефенса и Хустисия»
- Обладатель Южноамериканского кубка — 2020
- Обладатель Рекопы Южной Америки — 2021

 «Палмейрас»
- Победитель бразильской Серии A — 2022
- Обладатель Чемпионат Сан-Паулу по футболу — 2023

 «Бока Хуниорс»
- Обладатель Суперкубка Аргентины — 2022